# Художественный музей Бонна
Художественный музей Бонна (нем. Kunstmuseum Bonn, ранее нем. Städtisches Kunstmuseum Bonn) — художественный музей в городе Бонн (земля Северный Рейн-Вестфалия), открытый в 1989—1992 годах и расположенный на городской «Музейной миле», рядом с Федеральным выставочным залом; один из крупнейших музеев современного искусства в Германии, с коллекцией в 7500 произведений; здание было спроектировано берлинским архитектором Акселем Шультесом. Известен собрание работ художника Августа Макке и рейнских экспрессионистов, а также — коллекцией немецкого искусства, созданного после 1945 года (в особенности, произведениями Йозефа Бойса).

## История и описание

### Здание
Планирование строительства художественного музея в Бонне началось в начале 1980-х годов — как часть общей концепции строительства культурных центров в тогдашней столицы ФРГ. В 1985 году городская администрация объявила конкурс, на который было представлено 250 проектов — а также были предложены и идеи для планируемого Бундескунстхалле. Два музея должны были сформировать ансамбль того пространства, которое сегодня называют «Музейной площадью». На месте художественного музея первоначально было расположено здание, построенное в 1950-х годах — в нём размещалась таможенная службы федерального правительства.
Кунстмузеум был заложен в 1985 году по проекту архитектурной фирмы «BJSS» — основным архитектором являлся Аксель Шультес (Axel Schultes); стоимость строительства музея, открытого уже в единой Германии в 1992 году, составила около 100 миллионов немецких марок. Здание стало одним из ключевых новых музейных зданий, построенных в Германии после окончания Второй мировой войны. Архитектура Шультеса — с его «плавной» пространственной концепцией — делает квадратное здание ярким примером новой музейной архитектуры; как внутри, так и снаружи здание является «ярким» — благодаря «натянутой» крыше, круговой лестнице, а также и залам с их «угловатыми» проходами. Основная аудитория (лекционный зал), расположенная в подвале, выполнена в виде амфитеатра и демонстрирует как элементы античности, так и примеры современного дизайна.
На контрасте с Бундескунстхалле, Шультес придавал центральное значение свету в новом музее: практически всё здание — за исключением комнат для графических работ — спланировано как «музей дневного света». Музей освещён через множество больших окон — а мансардное окно на верхнем этаже обеспечивает дополнительный рассеянный свет.

### Коллекция
Фактическая история современной коллекции Кунстмузеума, первоначально являвшейся частной коллекцией профессора Франца Обернье (1839—1888) и размещавшейся в муниципальном музее на вилле «Villa Obernier», началась в 1949 году — с покупки директором галереи Вальтером Хольцхаузеном (1896—1968) двух работ Августа Макке: «Türkisches Café» (1914) и «Seiltänzer» (1914). Вместе с рядом работ рейнских экспрессионистов и небольшой коллекцией работ Макса Эрнста, Макке до сих пор составляет основу всей коллекции (см. также Музей искусства в Мюнстере). Кроме того, статус Бонна в течение нескольких десятилетий как федеральной столицы предполагал, что городской музей будет, прежде всего, заниматься немецким искусством. Таким образом, за шесть десятилетий была создана одна из наиболее полных коллекций немецкого искусства, насчитывающая около 7500 произведений.
До 1990-х годов музей был институтом, специализировавшемся на живописи — только под руководством директоров Дитера Ронте и Стефана Берга фокус музейных фондов значительно расширился и стал включать произведения фотоискусства и инсталляции. Немецкое искусство после 1945 года представлено работами таких художников как Зигмар Польке, Герхард Рихтер и Георг Базелиц, а также — группы ZERO. Произведения Альберта Оэлена, Маркуса Оэлена, Мартина Киппенбергера и Даниэля Рихтера также нашли своё место в коллекции.
Музей насчитывает более 500 произведений художника-постмодерниста Йозефа Бойса и считается местом хранения одного из наиболее полных собраний его работ. Коллекция Бойса включает в себя как скульптуры и рисунки, так и, в первую очередь — его серии «Multiple». Хронологически собрание охватывает весь творческий период автора. Наряду с работами из других коллекций («Sammlung Günter Ulbricht» и «Sammlung Murken») работы Бойса выставлялись и в соседнем здании «Landesvertretung Nordrhein-Westfalen».
Графическая коллекции включает в себя более 5500 листов — преимущественно рейнских экспрессионистов и Макса Эрнста. Кроме того, коллекция произведений американского и английского поп-арта включает в себя работы представителей минимализма и американской живописи цветового поля. Работы Дороти Рокк, Томаса Мюллера, Сильвии Бекли, а также — Герта и Уве Тобиас охватывают период с конца 1990-х годов до современности.
Фотографии и видео-арт также представлены в боннском музее: работы Бернда и Хиллы Бехер, Катарины Зивердинг, Андреаса Гурски, Томаса Штрута, Томаса Руффа и Йорга Засса (род. 1962). В 2012 году музею удалось существенно расширить своё собрание за счет серии «Sich selbst optimierendes System», созданной Юргеном Клауке в 2004—2006 годах. Видеоколлекция Ингрид Оппенхайм (Оппенгейм) оказалась в музее ещё 1980 году — Кунстмузеум стал формальным владельцем коллекции в 1986.